# Thelandros alvarengai
Espèce
Synonymes
- Parapharyngodon alvarengai Freitas, 1957

Thelandros alvarengai est une espèce de nématodes de la famille des Pharyngodonidae.

## Hôtes
Cette espèce se rencontre chez des lézards américains, Mabuya maculata, Phyllodactylus lanei, Anolis nebulosus ou Sceloporus nelsoni.
Il a également été trouvé chez le lézard Trachylepis atlantica, sur l'île Fernando de Noronha au large de la côte nord-est du Brésil.

## Description
Au Mexique, le mâle mesure 2,83 mm et les femelles de 6,91 à 8,16 mm.

## Publication originale
- Freitas, 1957 : Sobre os generos Thelandros Wedl, 1862 e Parapharyngodon Chatterji, 1933, com descricao de Parapharyngodon alvarengai sp. n. (Nematoda, Oxyuroidea). Memorias do Institute Oswaldo Cruz, vol. 55, p. 21-45.